# Johannes Gronowski
Johannes Gronowski (ur. 4 lutego 1874 w Grudziądzu, zm. 27 sierpnia 1958 w Paderborn) – niemiecki polityk.
Pochodził z biednej rodziny, jego ojciec zmarł przed jego narodzeniem. Po zawodowej szkole powszechnej wyuczył się zawodu ślusarza. Później brał udział w kursach wieczorowych katolickiego ruchu związkowego.
Zaangażowany przede wszystkim w polityczne tematy socjalne. Po I wojnie światowej od 1921 był członkiem w pruskim sejmu i od 1922 do 1933 naczelnym prezesem pruskiej prowincji Westfalia. Z funkcji tej został zdjęty po przejęciu władzy narodowych socjalistów.
Po II wojnie światowej należał do współzałożycieli CDU w brytyjskiej strefie okupacyjnej, od 1948 do 1951 jej przewodniczący.